# Agrias imperatrix
Agrias imperatrix är en fjärilsart som beskrevs av Peter William Michael 1928. Agrias imperatrix ingår i släktet Agrias och familjen praktfjärilar. Inga underarter finns listade i Catalogue of Life.